# Dysphania cyane
Dysphania cyane là một loài bướm đêm trong họ Geometridae.